# Vuelta a Andalucía 1970
La 17ª edición de la Vuelta a Andalucía se disputó entre el 15 y el 20 de febrero de 1970 con un recorrido de 851,00 km dividido en 6 etapas, una de ellas doble, con inicio y final en Málaga. 
Participaron 50 corredores repartidos en 5 equipos de los que sólo lograron finalizar la prueba 39 ciclistas.
El vencedor, el español José Gómez Lucas, cubrió la prueba a una velocidad media de 37,106 km/h. La clasificación de la regularidad fue para el belga André Dierickx, mientras que en la clasificación de la montaña se impuso el español Carlos Echeverría.

## Etapas
| Etapa  | Fecha         | Recorrido         | Km    | Ganador de la etapa |
| 1ª (a) | 15 de febrero | Málaga - Málaga   | 28,0  | Jan Van Katwijk     |
| 1ª (b) | 15 de febrero | Málaga - Nerja    | 52,0  | Eric Leman          |
| 2ª     | 16 de febrero | Málaga - Córdoba  | 195,0 | Jean-Pierre Monseré |
| 3ª     | 17 de febrero | Córdoba - Sevilla | 140,0 | Eric Leman          |
| 4ª     | 18 de febrero | Sevilla - Cádiz   | 155,0 | Jean-Pierre Monseré |
| 5ª     | 19 de febrero | Cádiz - Ronda     | 177,0 | Joaquim Galera      |
| 6ª     | 20 de febrero | Ronda - Málaga    | 104,0 | Evert Dolman        |